# Fontaine du Coq
La fontaine du Coq est une fontaine du 9e arrondissement de Paris, en France.

## Description
La fontaine du Coq est située dans le fond de l'avenue du Coq, une courte voie en impasse du 9e arrondissement de Paris. Il s'agit d'une petite fontaine en bronze, encastrée dans un cul-de-four en pierre et déversant l'eau dans un petit bassin circulaire, en pierre également. Le pourtour de la partie voûtée est décoré d'une frise au motif de coquillages, surmontée du bas-relief d'un poisson portant un trident.

## Historique
La fontaine est érigée sur les terrains de l'ancien château des Porcherons, dont elle serait le dernier élément subsistant. Ce château est construit dès le XIIIe siècle par la famille Porcheron, puis habité ensuite par la famille Le Coq, qui acquiert la propriété vers 1380. Transformée en folie au XVIIIe siècle, puis abandonnée à la Révolution, la propriété est finalement détruite en 1854 lors des travaux haussmanniens. La zone est lotie et l'avenue du Coq percée jusqu'à la fontaine, celle-ci étant érigée à la limite entre deux parcelles cadastrales,.